# Кармеліта
Кармеліта (пол. Karmelita) — село в Польщі, у гміні Кциня Накельського повіту Куявсько-Поморського воєводства.
Населення — 223 особи (2011).
У 1975-1998 роках село належало до Бидгощського воєводства.

## Демографія
Демографічна структура станом на 31 березня 2011 року:
|          | Загалом | Допрацездатний вік | Працездатний вік | Постпрацездатний вік |
| -------- | ------- | ------------------ | ---------------- | -------------------- |
| Чоловіки | 127     | 28                 | 92               | 7                    |
| Жінки    | 96      | 16                 | 62               | 18                   |
| Разом    | 223     | 44                 | 154              | 25                   |